# Cristóbal Bernardo Mejía Corral
Cristóbal Bernardo Mejía Corral (ur. 4 grudnia 1954 w Carhuaz) – peruwiański duchowny katolicki, biskup Chulucanas od 2020.

## Życiorys

### Prezbiterat
Święcenia kapłańskie przyjął 18 grudnia 1989 i został inkardynowany do archidiecezji Lima. Od 1996 był prezbiterem nowo powstałej diecezji Lurín. Pracował głównie jako duszpasterz parafialny, a w diecezji Lurín pełnił także funkcje m.in. wikariusza biskupiego, wikariusza generalnego, dziekana Dekanatu IV oraz duszpasterza kilku żeńskich zgromadzeń zakonnych.

### Episkopat
2 kwietnia 2020 papież Franciszek mianował go biskupem diecezji Chulucanas. Sakry udzielił mu 15  listopada 2020 biskup Daniel Turley.